# Garrettsville, Ohio
Garrettsville là một làng thuộc quận Portage, tiểu bang Ohio, Hoa Kỳ. Năm 2010, dân số của làng này là 2325 người.

## Dân số
- Dân số năm 2000: 2262 người.
- Dân số năm 2010: 2325 người.